# Фанго
Фанго је вруће лековито блато вулканског порекла.

## Својства
Најпознатије блато овог типа се налази у Италији. Иако се узима са врућих извора, користи се хладно када се наноси на лице, а загрејано по читавом телу, у танком слоју од по пар центиметара и требало би да делује око пола сата. Комбинује се са термалном водом. Приписује му се да подстиче циркулацију и отклањање штетних супстанци из тела, али и целулита и укочености. Богато је салицилном киселином, магнезијумом и јодом.